# Crossodactylus
Crossodactylus és un gènere de granotes de la família Leptodactylidae.

## Taxonomia
- Crossodactylus aeneus
- Crossodactylus bokermanni
- Crossodactylus caramaschii
- Crossodactylus dantei
- Crossodactylus dispar
- Crossodactylus gaudichaudii
- Crossodactylus grandis
- Crossodactylus lutzorum
- Crossodactylus schmidti
- Crossodactylus trachystomus